# やる気! IT'S EASY
「やる気! IT'S EASY」（やるき イッツ イージー）は、後藤真希の4枚目のシングル。2002年8月21日発売。

## 概要
モーニング娘。在籍時に発売のソロ・シングルとして、またzetimaレーベルからリリースされた最後の作品となった。
ミュージック・ビデオには、メロン記念日がバックダンサーとして出演している。
w-inds.の「Because of you」に阻まれオリコンチャートでは2位止まりとなった。

## 収録曲
全作詞・作曲：つんく
1. やる気! IT'S EASY
編曲：前嶋康明
2. 気まぐれ
編曲：河野伸
3. やる気! IT'S EASY (Instrumental)

## 参加ミュージシャン
やる気! IT'S EASY
- キーボード&プログラミング：前嶋康明
- コーラス：つんく

気まぐれ
- キーボード&プログラミング：河野伸
- ギター：林部直樹
- コーラス：稲葉貴子